# THE WOMEN 明日の私に着替えたら
『明日の私に着替えたら』（原題：The WOMEN）は、2008年に公開されたアメリカ映画。ラブコメの女王メグ・ライアン主演、『アメリカン・ビューティー』のアネット・ベニング共演によるハートフルコメディ。

## ストーリー
メアリーはニューヨークで裕福な生活を愛する夫と娘と送る服飾デザイナー。女友達にも恵まれ、親友のシルヴィア、イーディ、アレックスともセレブな日々を送っていた。ところが、ある日メアリーの夫がデパートの香水売り場で働くセクシー美女店員のクリスタルと不倫していることを親友のシルヴィアが知る。メアリーにどう打ち明けるかをイーディ、アレックスと共に考えている間にメアリーが真実を知ってしまう。これをきっかけにメアリーの幸せな生活が一変してしまう。シルヴィア、イーディ、アレックスはメアリーを心配してクリスタルの素性を調べ、メアリーを支えていた。ところが、雑誌編集長の仕事が上手くいっていなかったシルヴィアはメアリーを大切に思い、心配している一方でメアリーのことを記事にしなければ編集長を下ろすと告げられてしまい、メアリーのことを記事にしてしまった。このことでメアリーとシルヴィアの関係が悪くなってしまった。それと同時にメアリーは娘とも関係が上手く成り立たなくなる。様々な困難な問題に直面したメアリーは、服飾デザイナーの仕事を一から始めることを決意して夢を叶えるために努力する。メアリーは、幸せを取り戻すことができるのであろうか。

## キャスト
| 役名       | 俳優                         |
| ---------- | ---------------------------- |
| メアリー   | メグ・ライアン               |
| シルヴィア | アネット・ベニング           |
| クリスタル | エヴァ・メンデス             |
| イーディ   | デブラ・メッシング           |
| アレックス | ジェイダ・ピンケット＝スミス |
| リア       | ベット・ミドラー             |
| キャサリン | キャンディス・バーゲン       |
| ベイリー   | キャリー・フィッシャー       |
| マギー     | クロリス・リーチマン         |

## スタッフ
| 監督           | ダイアン・イングリッシュ                                                                                          |
| 制作           | ビクトリア・ピアマン ミック・ジャガー ビル・ジョンソン ダイアン・イングリッシュ                                   |
| 制作総指揮     | ジム・セイベル ジョエル・シュコフスキー ジェームズ・W・スコッチドーブル ボブ・バーニー キャロリン・ブラックウッド |
| 原作           | クレア・ブース・ルース                                                                                            |
| オリジナル脚本 | アニタ・ルース ジェーン・マーフィン                                                                               |
| 脚本           | ダイアン・イングリッシュ                                                                                          |
| 撮影           | アナスタス・ミコス                                                                                                |
| 美術           | ジェーン・マスキー                                                                                                |
| 衣装           | ジョン・ダン |
| 編集           | ティア・ノーラン                                                                                                  |
| 音楽           | マーク・アイシャム                                                                                                |